# 41 m-es műsorszóró sáv
A 41 méteres műsorszóró sáv a rövidhullámú sávba tartózó, műsorszórásra használt rádiófrekvenciás tartomány. Műsorszórás egyes sávblokkok esetén mindegyik ITU régiókban egységesen van kiosztva elsődleges és egyedüli jelleggel, más sávblokkokban egyes régiók esetén eltérések vannak.
A 41 m-es rövidhullámú sávon régen sok nemzetközi rádió üzemelt, melyek magyar nyelvű hírműsorokat is sugároztak. Itt volt megtalálható az egykori Szabad Európa Rádió.

## A 41 méteres műsorszóró sávra vonatkozó nemzetközisávterv[2]
| ITU régió                                                           | ITU régió                                                           | ITU régió                                 |
| 1                                                                   | 2                                                                   | 3                                         |
| ------------------------------------------------------------------- | ------------------------------------------------------------------- | ----------------------------------------- |
| 7200–7300 kHz - MŰSORSZÓRÁS                                         | 7200–7300 kHz - AMATŐR RÁDIÓZÁS 5.142                               | 7200–7300 kHz - MŰSORSZÓRÁS               |
| 7300–7400 kHz - MŰSORSZÓRÁS 5.134 5.143 5.143A 5.143B 5.143C 5.143D |                                                                     |                                           |
| 7400–7450 kHz - MŰSORSZÓRÁS 5.143B 5.143C                           | 7400–7450 kHz - ÁLLANDÓHELYŰ - MOZGÓ, az (R) légi mozgó kivételével | 7400–7450 kHz - MŰSORSZÓRÁS 5.143A 5.143C |

- 5.142 - A 7200−7300 kHz sávnak a 2. Körzetben az amatőrszolgálat általi használata nem szabhat korlátozásokat az 1. és a 3. Körzetben tervezett műsorszóró szolgálat számára. (WRC‑12)
- 5.134 - Az 5900−5950 kHz, 7300−7350 kHz, 9400−9500 kHz, 11 600−11 650 kHz, 12 050−12 100 kHz, 13 570−13 600 kHz, 13 800−13 870 kHz, 15 600−15 800 kHz, 17 480−17 550 kHz és a 18 900−19 020 kHz frekvenciasávnak a műsorszóró szolgálat általi használata a 12. Cikkben lefektetett eljárás alkalmazásától függően lehetséges. Kívánatos, hogy az igazgatások ezekben a frekvenciasávokban tegyék lehetővé a digitális modulációjú adások bevezetését az 517. (Rev.WRC‑19) Határozat rendelkezéseinek megfelelően. (WRC‑19)
- 5.143 - Járulékos felosztás: azzal a feltétellel, hogy nem okoznak káros zavarást a műsorszóró szolgálatnak, a 7300−7350 kHz sáv frekvenciáit használhatják az állandóhelyű szolgálat és a földi mozgószolgálat azon állomásai, amelyek csak a telepítési helyük szerinti ország határain belül forgalmaznak. Kívánatos, hogy frekvenciáknak ezen szolgálatok részére történő használatakor az igazgatások a szükséges legkisebb teljesítményt használják, és legyenek tekintettel a frekvenciáknak arra a műsorszóró szolgálat általi évszaki használatára, amelyet a Rádiószabályzatnak megfelelően közzétesznek. (WRC‑07)
- 5.143A - Azzal a feltétellel, hogy nem okoznak káros zavarást a műsorszóró szolgálatnak, a 3. Körzetben a 7350−7450 kHz sáv frekvenciáit elsődleges jelleggel használhatják az állandóhelyű szolgálat és másodlagos jelleggel a földi mozgószolgálat azon állomásai, amelyek csak a telepítési helyük szerinti ország határain belül forgalmaznak. Kívánatos, hogy frekvenciáknak ezen szolgálatok részére történő használatakor az igazgatások a szükséges legkisebb teljesítményt használják, és legyenek tekintettel a frekvenciáknak arra a műsorszóró szolgálat általi évszaki használatára, amelyet a Rádiószabályzatnak megfelelően közzétesznek. (WRC‑12)
- 5.143B - Azzal a feltétellel, hogy nem okoznak káros zavarást a műsorszóró szolgálatnak, az 1. Körzetben a 7350−7450 kHz sáv frekvenciáit használhatják az állandóhelyű szolgálat és a földi mozgószolgálat azon állomásai, amelyek csak a telepítési helyük szerinti ország határain belül forgalmaznak. Az egyes állomások teljes kisugárzott teljesítménye nem haladhatja meg a 24 dBW értéket. (WRC‑12)
- 5.143C - Járulékos felosztás: Algériában, Szaúd-Arábiában, Bahreinben, a Comore-szigeteken, Dzsibutiban, Egyiptomban, az Egyesült Arab Emírségekben, az Iráni Iszlám Köztársaságban, Jordániában, Kuvaitban, Líbiában, Marokkóban, Mauritániában, Nigerben, Ománban, Katarban, a Szíriai Arab Köztársaságban, Szudánban, Dél-Szudánban, Tunéziában és Jemenben a 7350−7400 kHz és a 7400−7450 kHz sávot elsődleges jelleggel az állandóhelyű szolgálat számára is felosztották. (WRC‑12)
- 5.143D - Azzal a feltétellel, hogy nem okoznak káros zavarást a műsorszóró szolgálatnak, a 2. Körzetben a 7350−7400 kHz sáv frekvenciáit használhatják az állandóhelyű szolgálat és a földi mozgószolgálat azon állomásai, amelyek csak a telepítési helyük szerinti ország határain belül forgalmaznak. Kívánatos, hogy frekvenciáknak ezen szolgálatok részére történő használatakor az igazgatások a szükséges legkisebb teljesítményt használják, és legyenek tekintettel a frekvenciáknak arra a műsorszóró szolgálat általi évszaki használatára, amelyet a Rádiószabályzatnak megfelelően közzétesznek. (WRC‑12)

## A 41 méteres műsorszóró sávra vonatkozó magyarországisávterv[3]
| 7200–7300 kHz | 7200–7300 kHz | 7200–7300 kHz | 7200–7300 kHz                 | 7200–7300 kHz                                       | 7200–7300 kHz                                                                 | 7200–7300 kHz                                                                 | 7200–7300 kHz |
| ------------- | ------------- | ------------- | ----------------------------- | --------------------------------------------------- | ----------------------------------------------------------------------------- | ----------------------------------------------------------------------------- | --- |
| MŰSORSZÓRÁS   |               | P             |                               |                                                     | Földfelszíni rádió-műsorszórás                                                | RR 12. Cikk T/R 51-01                                                         | A sávban kizárólag elektronikus hírközlési szolgáltatás nyújtható. |
| MŰSORSZÓRÁS   | 1             | P             | K                             | RH analóg rádió-műsorszórás                         | ITU-R BS.560-4, BS.639-0 MSZ EN 302 017, MSZ EN 303 345-2                     |                                                                               | |
| MŰSORSZÓRÁS   | 1             | P             | K                             | RH digitális rádió-műsorszórás                      | ITU-R BS.1514-2, BS.1615-2 ETSI EN 302 245-2, MSZ EN 303 345-5 MSZ EN 302 245 |                                                                               | |
|               |               | PN            |                               |                                                     | SRD                                                                           |                                                                               | 3. melléklet 9.1. pont |
| 3             | K             | PN            | Vasúti alkalmazások           | 3. melléklet 9.5.1. pont                            |                                                                               |                                                                               | |
| 3             | K             | PN            | Rádiómeghatározó alkalmazások | 3. melléklet 9.7.1. pont                            |                                                                               |                                                                               | |
| 3             | K             | PN            | Induktív alkalmazások         | 3. melléklet 9.10.1. pont                           |                                                                               |                                                                               | |
| 7300–7350 kHz |               |               |                               |                                                     |                                                                               |                                                                               | |
| MŰSORSZÓRÁS   | 5.134         | P             |                               |                                                     | Földfelszíni rádió-műsorszórás                                                | RR 12. Cikk T/R 51-01                                                         | A sávban kizárólag elektronikus hírközlési szolgáltatás nyújtható. |
| MŰSORSZÓRÁS   | 5.134         | P             | 1                             | K                                                   | RH analóg rádió-műsorszórás                                                   | ITU-R BS.560-4, BS.639-0 MSZ EN 302 017, MSZ EN 303 345-2                     | |
| MŰSORSZÓRÁS   | 5.134         | P             | 1                             | K                                                   | RH digitális rádió-műsorszórás                                                | ITU-R BS.1514-2, BS.1615-2 ETSI EN 302 245-2, MSZ EN 303 345-5 MSZ EN 302 245 | |
|               |               | PN            |                               |                                                     | SRD                                                                           |                                                                               | 3. melléklet 9.1. pont |
| 3             | K             | PN            | Vasúti alkalmazások           | 3. melléklet 9.5.1. pont                            |                                                                               |                                                                               | |
| 3             | K             | PN            | Rádiómeghatározó alkalmazások | 3. melléklet 9.7.1. pont                            |                                                                               |                                                                               | |
| 3             | K             | PN            | Induktív alkalmazások         | 3. melléklet 9.10.1. pont 3. melléklet 9.10.2. pont |                                                                               |                                                                               | |
| 7350–7450 kHz |               |               |                               |                                                     |                                                                               |                                                                               | |
| MŰSORSZÓRÁS   |               | P             |                               |                                                     | Földfelszíni rádió-műsorszórás                                                | RR 12. Cikk T/R 51-01                                                         | A sávban kizárólag elektronikus hírközlési szolgáltatás nyújtható. Amennyiben a tervezett sugárzás olyan országot érint, ahol az RR szerint a sávban a műsorszóró szolgálattól eltérő elsődleges szolgálat is van, ott a frekvenciakijelölés feltétele a tervezett rádióspektrum-használat sikeres nemzetközi egyeztetése. |
| MŰSORSZÓRÁS   | 1             | P             | K                             | RH analóg rádió-műsorszórás                         | ITU-R BS.560-4, BS.639-0 MSZ EN 302 017, MSZ EN 303 345-2                     |                                                                               | |
| MŰSORSZÓRÁS   | 1             | P             | K                             | RH digitális rádió-műsorszórás                      | ITU-R BS.1514-2, BS.1615-2 ETSI EN 302 245-2, MSZ EN 303 345-5 MSZ EN 302 245 |                                                                               | |
|               |               | PN            |                               |                                                     | SRD                                                                           |                                                                               | 3. melléklet 9.1. pont |
| 3             | K             | PN            | Vasúti alkalmazások           | 3. melléklet 9.5.1. pont                            |                                                                               |                                                                               | |
| 3             | K             | PN            | Rádiómeghatározó alkalmazások | 3. melléklet 9.7.1. pont                            |                                                                               |                                                                               | |
| 3             | K             | PN            | Induktív alkalmazások         | 3. melléklet 9.10.1. pont 3. melléklet 9.10.2. pont |                                                                               |                                                                               | |

## A rövidhullámú műsorszóráshoz meghatározottadásmódok[4]
Az alkalmazott adásmód kétoldalsávos teljes vivőjű amplitúdómoduláció (AM-DSB).
| ITU                    | 1         | 2         | 3         |
| ---------------------- | --------- | --------- | --------- |
| Analóg hangcsatorna    | 10K0A3EGN | 10K0A3EGN | 10K0A3EGN |
| Digitális hangcsatorna | 10K0X7EXF | 10K0X7EXF | 10K0X7EXF |

Maximális átviteli sávszélességnek 10 kHz van kijelölve, viszont a csatornakiosztást 5 kHz-es lépésközzel határozták meg. Régebben keskenysávú hangátvitelt, 5K00A3EGN adásmódot használtak, mivel leginkább beszédalapú műsorokat sugároztak rövidhullámon. Ezzel a keskenysávú hangátvitellel napjainkban is lehet találkozni rövidhullámon.

## A 41 m-es sávon műsorszórásra kiosztott csatornák
| Sávblokk      | Csatorna | Frekvencia (kHz) | Frekvencia (kHz) | Frekvencia (kHz) |
| Sávblokk      | Csatorna | ITU 1            | ITU 2            | ITU 3            |
| ------------- | -------- | ---------------- | ---------------- | ---------------- |
| 7200–7300 kHz | 1        | 7205             |                  | 7205             |
| 7200–7300 kHz | 2        | 7210             |                  | 7210             |
| 7200–7300 kHz | 3        | 7215             |                  | 7215             |
| 7200–7300 kHz | 4        | 7220             |                  | 7220             |
| 7200–7300 kHz | 5        | 7225             |                  | 7225             |
| 7200–7300 kHz | 6        | 7230             |                  | 7230             |
| 7200–7300 kHz | 7        | 7235             |                  | 7235             |
| 7200–7300 kHz | 8        | 7240             |                  | 7240             |
| 7200–7300 kHz | 9        | 7245             |                  | 7245             |
| 7200–7300 kHz | 10       | 7250             |                  | 7250             |
| 7200–7300 kHz | 11       | 7255             |                  | 7255             |
| 7200–7300 kHz | 12       | 7260             |                  | 7260             |
| 7200–7300 kHz | 13       | 7265             |                  | 7265             |
| 7200–7300 kHz | 14       | 7270             |                  | 7270             |
| 7200–7300 kHz | 15       | 7275             |                  | 7275             |
| 7200–7300 kHz | 16       | 7280             |                  | 7280             |
| 7200–7300 kHz | 17       | 7285             |                  | 7285             |
| 7200–7300 kHz | 18       | 7290             |                  | 7290             |
| 7200–7300 kHz | 19       | 7295             |                  | 7295             |
| 7200–7300 kHz | 20       | 7300             |                  | 7300             |
| 7300–7400 kHz | 21*      | 7305             | 7305             | 7305             |
| 7300–7400 kHz | 22*      | 7310             | 7310             | 7310             |
| 7300–7400 kHz | 23*      | 7315             | 7315             | 7315             |
| 7300–7400 kHz | 24*      | 7320             | 7320             | 7320             |
| 7300–7400 kHz | 25*      | 7325             | 7325             | 7325             |
| 7300–7400 kHz | 26*      | 7330             | 7330             | 7330             |
| 7300–7400 kHz | 27*      | 7335             | 7335             | 7335             |
| 7300–7400 kHz | 28*      | 7340             | 7340             | 7340             |
| 7300–7400 kHz | 29*      | 7345             | 7345             | 7345             |
| 7300–7400 kHz | 30       | 7350             | 7350             | 7350             |
| 7300–7400 kHz | 31       | 7355             | 7355             | 7355             |
| 7300–7400 kHz | 32       | 7360             | 7360             | 7360             |
| 7300–7400 kHz | 33       | 7365             | 7365             | 7365             |
| 7300–7400 kHz | 34       | 7370             | 7370             | 7370             |
| 7300–7400 kHz | 35       | 7375             | 7375             | 7375             |
| 7300–7400 kHz | 36       | 7380             | 7380             | 7380             |
| 7300–7400 kHz | 37       | 7385             | 7385             | 7385             |
| 7300–7400 kHz | 38       | 7390             | 7390             | 7390             |
| 7300–7400 kHz | 39       | 7395             | 7395             | 7395             |
| 7400–7450 kHz | 40       | 7400             |                  | 7400             |
| 7400–7450 kHz | 41       | 7405             |                  | 7405             |
| 7400–7450 kHz | 42       | 7410             |                  | 7410             |
| 7400–7450 kHz | 43       | 7415             |                  | 7415             |
| 7400–7450 kHz | 44       | 7420             |                  | 7420             |
| 7400–7450 kHz | 45       | 7425             |                  | 7425             |
| 7400–7450 kHz | 46       | 7430             |                  | 7430             |
| 7400–7450 kHz | 47       | 7435             |                  | 7435             |
| 7400–7450 kHz | 48       | 7440             |                  | 7440             |
| 7400–7450 kHz | 49       | 7445             |                  | 7445             |

* Kívánatos, hogy az igazgatások ezekben a frekvenciasávokban tegyék lehetővé a digitális modulációjú adások bevezetését az 517. (Rev.WRC‑19) Határozat rendelkezéseinek megfelelően. (WRC‑19)